# Tripogon sivarajanii
Tripogon sivarajanii là một loài thực vật có hoa trong họ Hòa thảo. Loài này được Sunil miêu tả khoa học đầu tiên năm 1999.